# Arkeod

Arkeod est une série de bande dessinée de bande dessinée de science-fiction française créée par Nicolas Mitric, avec Virginie Cady pour coscénariste et Jean-Jacques Chagnaud comme coloriste. Ses trois volumes ont été publiés en 1999, 2001 et 2012 par Soleil. Mitric a eu d'autres collaborateurs sur cette série, et Julien Motteler l'a remplacé sur le troisième volume.

## Albums
- Arkeod, Soleil :

1. Lapsit Ex Illis, 1999.
2. La Pécheresse originelle, 2001[1].
3. Armageddon, 2012.